# Trey Azagthoth
Trey Azagthoth (nascido George Emmanuel III em 26 de março de 1965) é um dos guitarristas e fundadores da banda americana de death metal Morbid Angel. Começou a tocar guitarra aos 16 anos. Há pouco tempo a revista Decibel o elegeu o melhor guitarrista de death metal de todos os tempos.

## Discografia
Morbid Angel
- Abominations of Desolation (demo, 1986)
- Altars of Madness (1989)
- Blessed are the Sick (1991)
- Covenant (1993)
- Domination (1995)
- Entangled in Chaos (ao vivo, 1996)
- Formulas Fatal to the Flesh (1998)
- Gateways to Annihilation (2000)
- Heretic (2003)
- Illud Divinum Insanus (2011)